# Виконт Челмсфорд

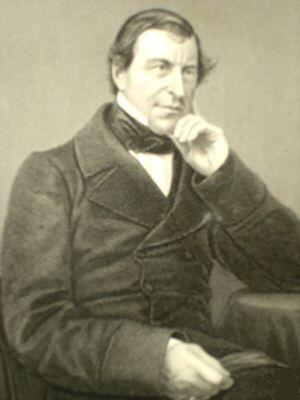
Фредерик Тесиджер, 1-й барон Челмсфорд (1794—1878)

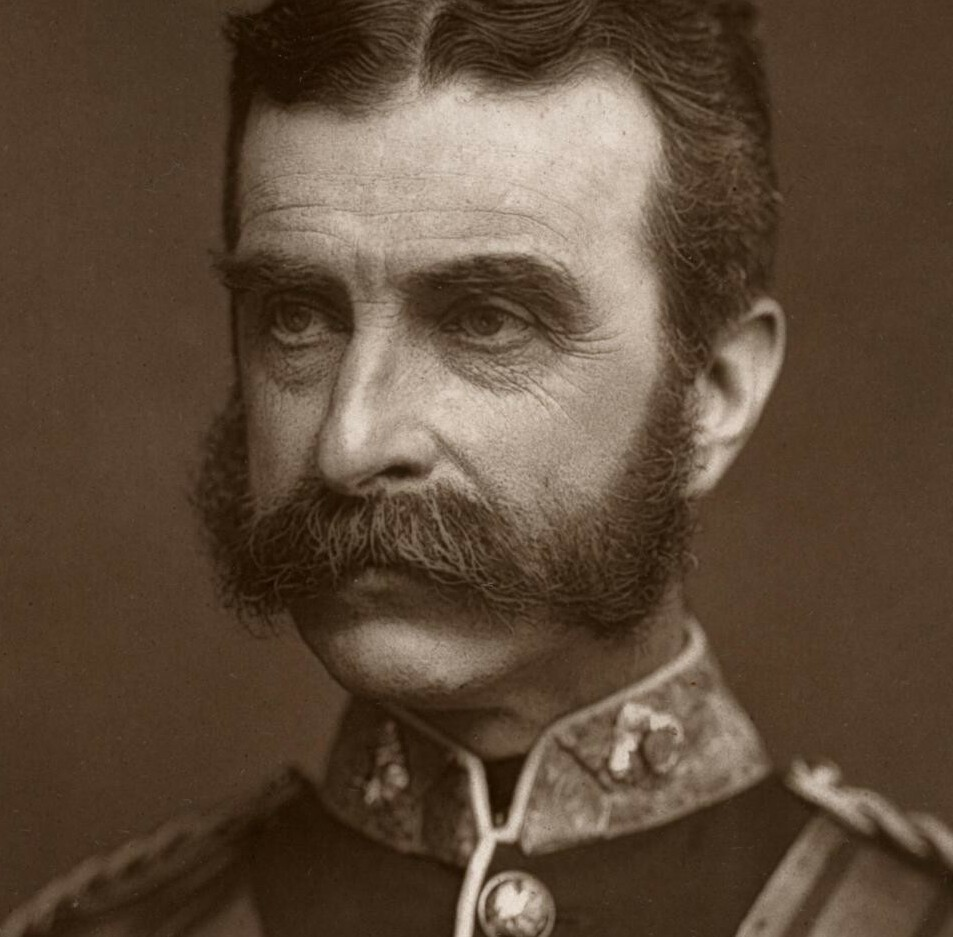
Фредерик Огастес Тесиджер, 2-й барон Челмсфорд (1827—1905)

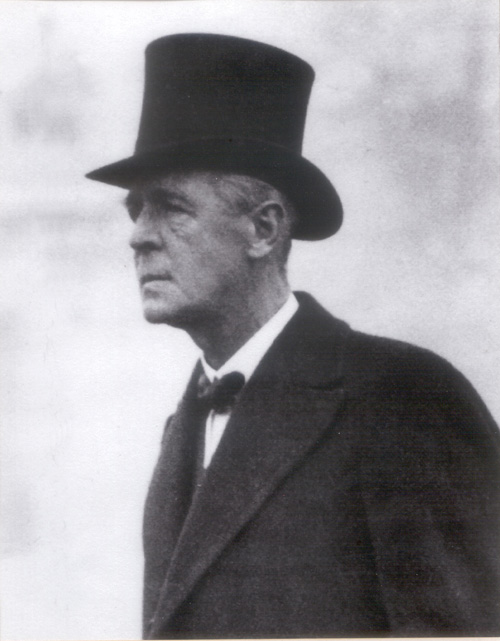
Фредерик Тесиджер, 1-й виконт Челмсфорд (1868—1933)

Виконт Челмсфорд из Челмсфорда в графстве Эссекс (англ. Viscount Chelmsford) — наследственный титул в системе Пэрства Соединённого королевства. Создан 3 июня 1921 года для Фредерика Тесиджера, 3-го барона Челмсфорда (1868—1933). Он занимал посты губернатора Квинсленда (англ., 1905—1909), губернатора Нового Южного Уэльса (1909—1913) и вице-короля Индии (1916—1921), первого лорда Адмиралтейства (1924) и генерального агента Нового Южного Уэльса (англ., 1926—1928).
Титул барона Челмсфорда из Челмсфорда в графстве Эссекс (Пэрство Соединённого королевства) был создан 1 марта 1858 года для адвоката и консервативного политика, сэра Фредерика Тесиджера (англ., 1794—1878), деда 1-го виконта Челмсфорда. Он трижды избирался депутатом в Палату общин Великобритании, занимал посты генерального солиситора (1844—1845), генерального атторнея (1845—1846, 1852), лорда-канцлера (1858—1859, 1866—1868).
По состоянию на 2025 год обладателем титулов виконта и барона являлся Фредерик Корин Пирс Тесиджер, 4-й виконт Челмсфорд (род. 1962), правнук 1-го виконта Челмсфорда, который сменил своего отца в 1999 году.

## Известные члены семьи Тесиджер
- сэр Фредерик Тесиджер (ум. 1805), капитан королевского флота, адъютант лорда Нельсона в битве при Копенгагагене в 1801 году, дядя 1-го барона Челмсфорда[1];
- достопочтенный Уэмисс Тесиджер (1831—1903), генерал-лейтенант британской армии, второй сын 1-го барона Челмсфорда;
- Джордж Тесиджер (англ., 1868—1915), генерал-майор британской армии, погиб во время Первой мировой войны, старший сын предыдущего;
- сэр Джерард Тесиджер (англ., 1902—1981), сын предыдущего, судья Высокого суда Лондона;
- достопочтенный Альфред Тесиджер (англ., 1838—1880), судья апелляционного суда (англ.), третий сын 1-го барона Челмсфорда;
- достопочтенный сэр Эдвард Пирсон Тесиджер (1842—1928), четвертый сын 1-го барона Челмсфорда, клерк-ассистент парламента (1890—1917);
- сэр Бертрам Саквилл Тесиджер (англ., 1875—1966), второй сын предыдущего, адмирал британского военно-морского флота;
- Эрнест Тесиджер (1879—1961), английский актёр, младший брат предыдущего;
- достопочтенный Уилфред Гилберт Тесиджер (1871—1920), генеральный консул и полномочный министр Великобритании в Эфиопии, третий сын 2-го барона Челмсфорда;
- сэр Уилфред Тесиджер (1910—2003), британский исследователь и географ, старший сын предыдущего;
- достопочтенный Эрик Тесиджер (англ., 1874—1961), британский военный и придворный, четвертый сын 2-го барона Челмсфорда.

## Бароны Челмсфорд (1858)
- 1858—1878: Фредерик Тесиджер, 1-й барон Челмсфорд (15 июля 1794 — 5 октября 1878), второй сын Чарльза Тесиджера (ум. 1831);
- 1878—1905: Фредерик Огастес Тесиджер, 2-й барон Челмсфорд (31 мая 1827 — 9 апреля 1905), старший сын предыдущего;
- 1905—1933: Фредерик Джон Напьё Тесиджер, 3-й барон Челмсфорд (18 августа 1868 — 1 апреля 1933), старший сын предыдущего, виконт Челмсфорд с 1921 года.

## Виконты Челмсфорд (1921)
- 1921—1933: Тесиджер, Фредерик, 1-й виконт Челмсфорд (18 августа 1868 — 1 апреля 1933), старший сын 2-го барона Челмсфорда;
  - достопочтенный Фредерик Айвор Тесиджер (17 октября 1896 — 1 мая 1917), старший сын предыдущего;
- 1933—1970: Эндрю Чарльз Джеральд Тесиджер, 2-й виконт Челмсфорд (25 июля 1903 — 27 сентября 1970), младший брат предыдущего;
- 1970—1999: (Фредерик) Ян Тесиджер, 3-й виконт Челмсфорд (7 марта 1931 — 15 декабря 1999), единственный сын предыдущего;
- 1999 — настоящее время: Фредерик Корин Пирс Тесиджер, 4-й виконт Челмсфорд (род. 6 марта 1962), единственный сын предыдущего;
  - Наследник: достопочтенный Фредерик Тесиджер (род. 9 февраля 2006), единственный сын предыдущего.